# 파리 르부르제 공항
파리 르부르제 공항(프랑스어: Aéroport de Paris – Le Bourget, 영어: Paris – Le Bourget Airport, IATA: LBG, ICAO: LFPB)은 르부르제에 위치한 공항이다. 프랑스 파리의 북-북동쪽으로 11킬로미터 떨어져 있다. 현재는 범용 항공(비즈니스 제트기)과 에어쇼에만 이용된다.

## 역사
1919년부터 민간 공항으로 사용돼 파리에서 역사가 가장 오래된 공항이다. 대서양 횡단에 성공한 찰스 린드버그(영어: Charles A. Lindbergh)가 1927년 5월 21일 착륙한 공항이기도 하다. 그러나 1932년 파리 오를리 공항이 건설된 뒤로는 주로 국내선과 유럽내 근거리 국제선용 공항으로 이용됐다. 1974년 파리 샤를 드 골 공항이 개항하면서 1977년과 1988년 국제선과 국내선 정기항공편 운항 등 여객업무를 중단했다. 지금은 부정기 운항이나 소형 자가용 항공기가 주로 이용하는 공항으로 전락했다. 하지만 르부르제 공항에서 격년제로 열리는 파리 에어쇼는 100년의 역사를 자랑하는 세계 최대 규모의 민간과 군수 항공 우주 박람회로 꼽힌다. 2011년 6월 20일부터 6월 26일까지 열린 제49회 파리 에어쇼에 46개국 2,000여개 항공업체와 48만명의 바이어 및 관람객이 참가했다. 터미널 건물은 항공박물관으로 꾸며졌다.

## 시설
프랑스 항공사고조사위원회(BEA)가 르부르제 공항 지상 건물 153호에 본사를 두고 있다. 또, 르부르제 공항은 르부르제에 위치한 르부르제 항공우주박물관을 운영하기도 한다.

## 미디어로의 등장
르부르제 공항은 마이크로소프트 플라이트 시뮬레이터 X의 "Paris Airshow Demonstration Flight" 미션에 등장한다.

## 사진

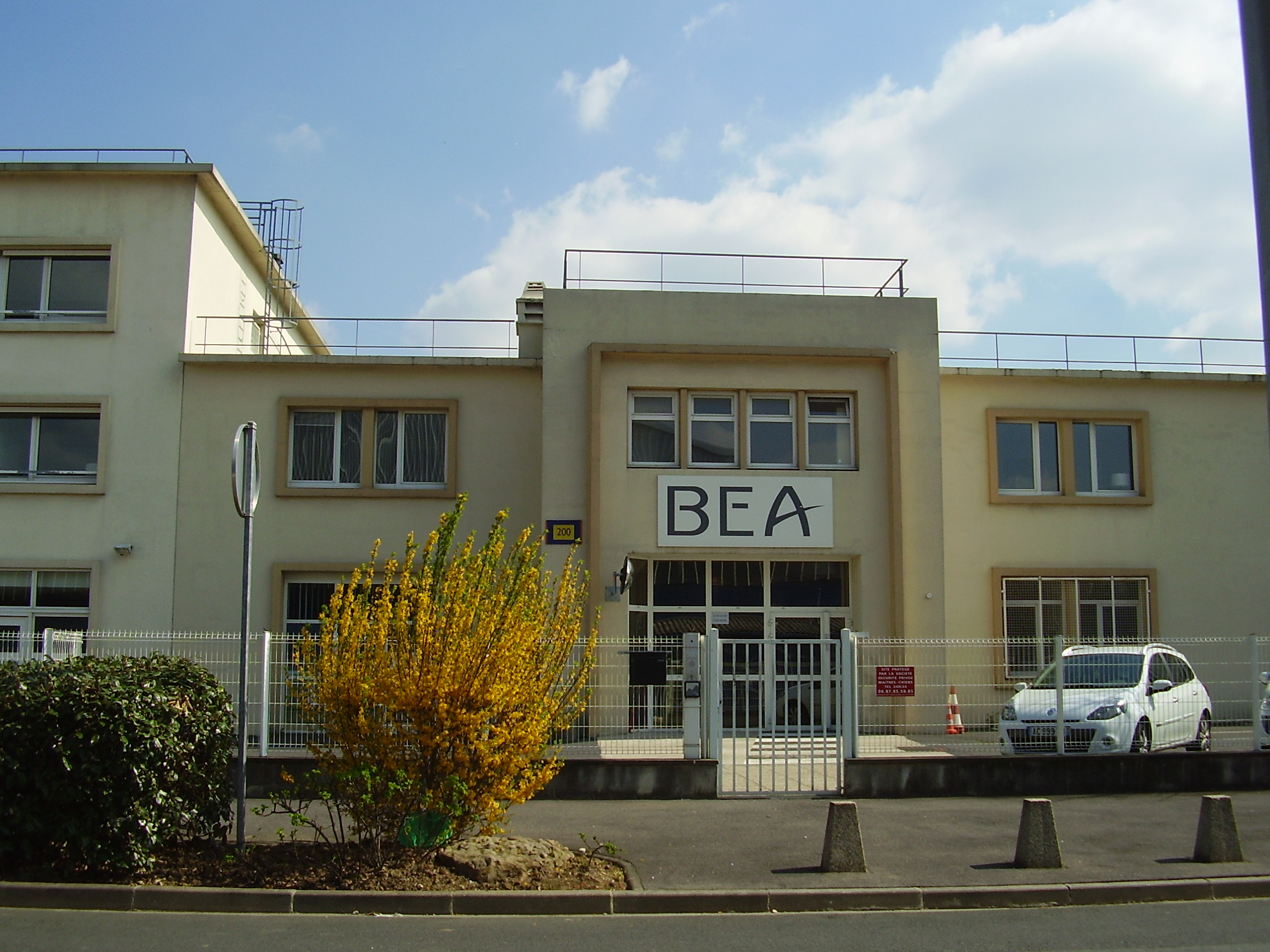
프랑스 항공사고조사위원회 본사
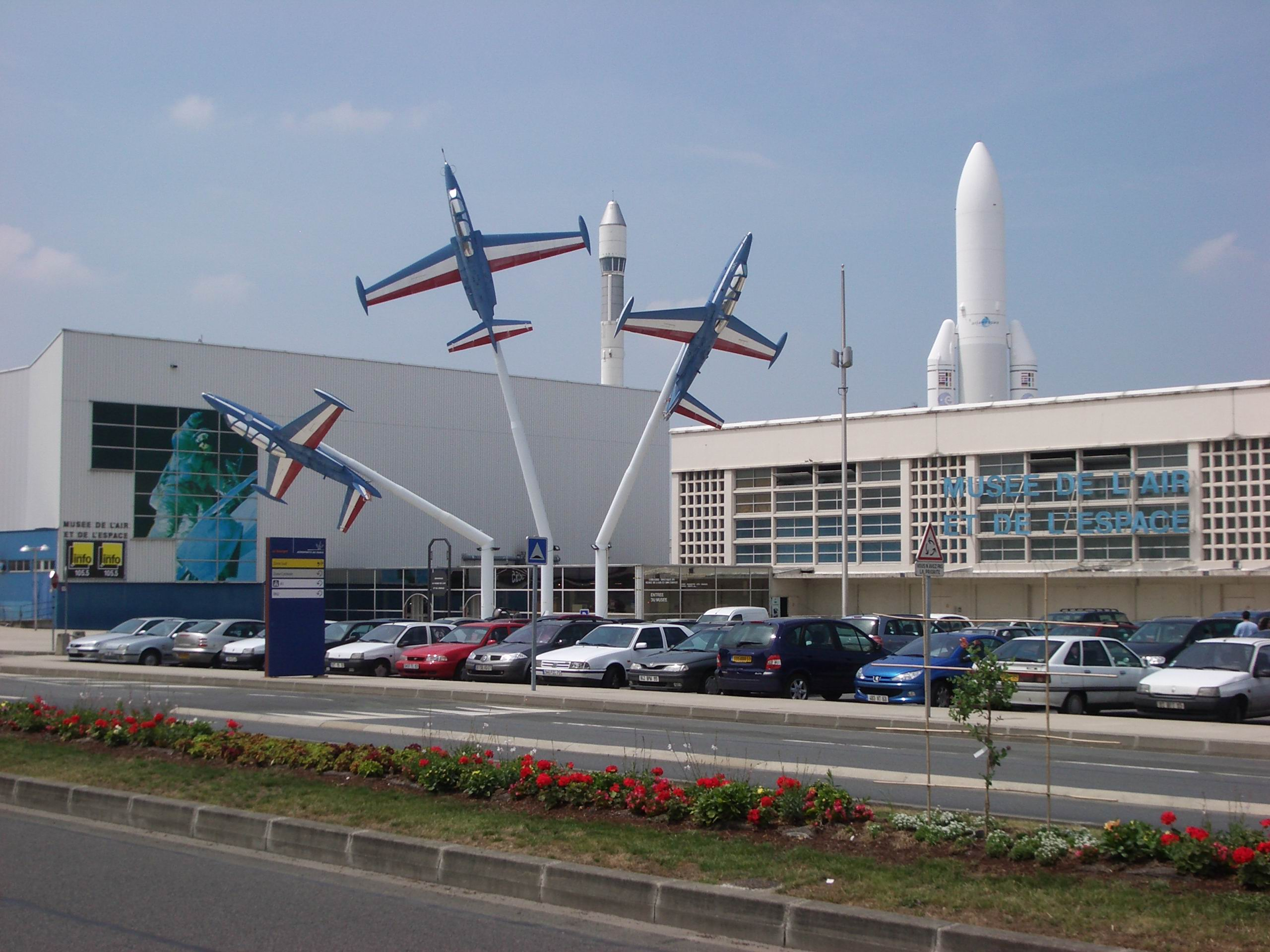
르부르제 항공우주박물관
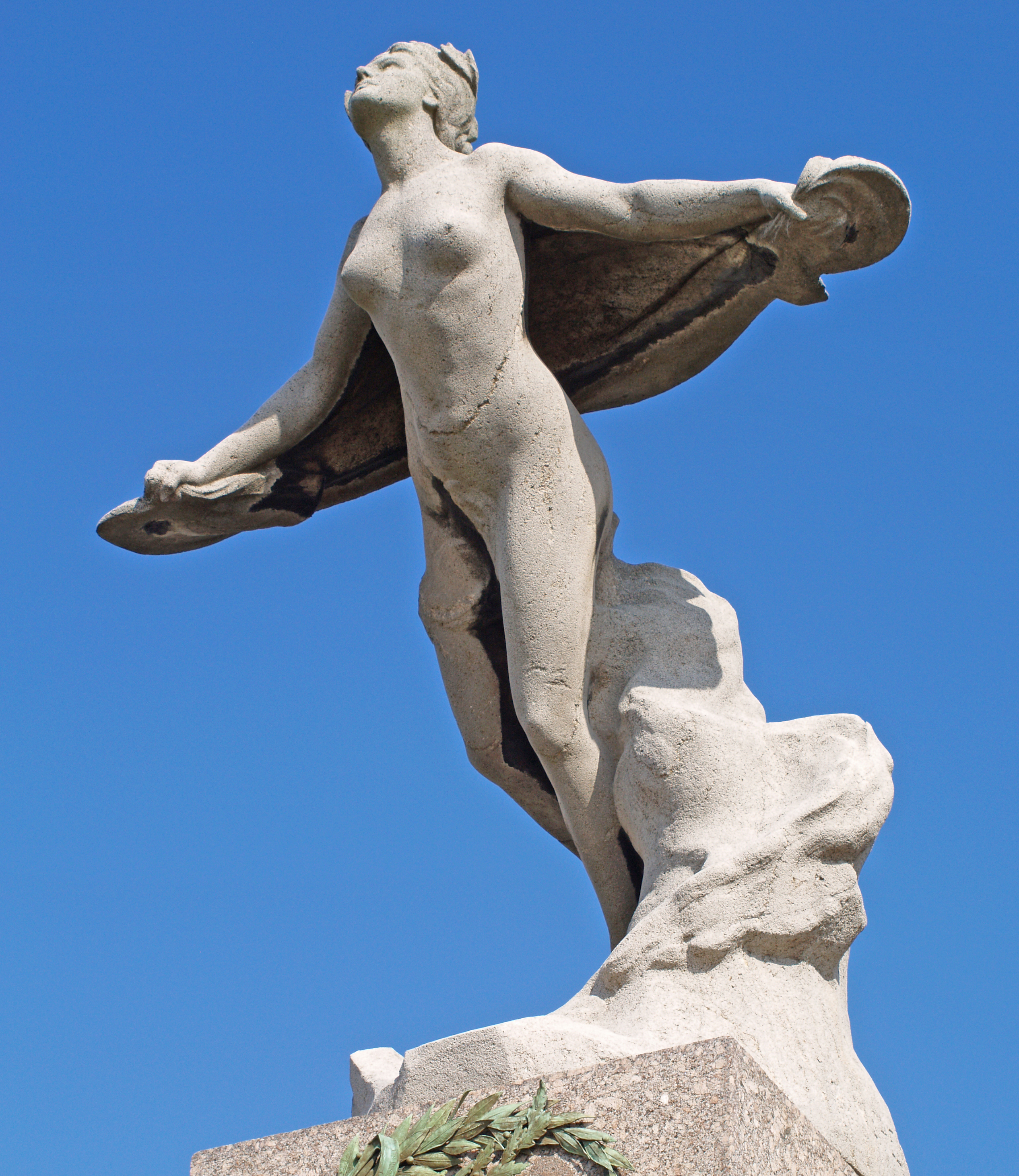
입구에 세워져 있는, 찰스 린드버그를 기념하는 상

## 같이 보기
- 파리 공항공단
- 파리 에어쇼